# Salterforth
Salterforth is een civil parish in het bestuurlijke gebied Pendle, in het Engelse graafschap Lancashire met 637 inwoners.